# Jigsaw (Band)
Jigsaw war eine britische Popband der 1960er und 1970er Jahre, die vor allem durch ihren 1975er Hit Sky High bekannt ist.

## Bandgeschichte
Gegründet wurde die Band 1966 in den englischen West Midlands. Ursprünglich bestand Jigsaw aus sechs Mitgliedern, die alle zuvor schon in anderen Bands gespielt hatten. Tony Campbell und zwei weitere Musiker waren beispielsweise bei den Mighty Avengers gewesen, Barrie Bernard bei Pinkerton’s Colours, die alle bereits in den englischen Charts erfolgreich gewesen waren.
Drei der Gründungsmitglieder verließen in der Folge die Band wieder, neben Campbell und Bernard blieb noch Clive Scott. Dafür kam mit dem Schlagzeuger Des Dyer ein Mitglied hinzu, der nicht nur zum Leadsänger von Jigsaw wurde, sondern zusammen mit Scott auch zum Hauptliedschreiber. Lange Zeit blieb die Band jedoch ohne große Erfolge, und obwohl sie über die Jahre ein Dutzend Singles herausbrachte, konnte sie keinen Hit landen.
Im Jahr 1974 wurde endlich einer ihrer Songs zum Hit, allerdings nicht durch sie selbst. Mit Coverversionen von Who Do You Think You Are erreichten Candlewick Green in UK Platz 21 und Bo Donaldson & the Heywoods Platz 15 in den USA. Bereits im Jahr darauf hatten Jigsaw dann ihren Durchbruch. Sie nahmen den Song Sky High für den Film Der Mann aus Hongkong, einen asiatisch-australischen Kung-Fu-Film (unter anderem mit Jimmy Wang Yu und George Lazenby), auf. Das Lied wurde ein Top-10-Hit in ihrer Heimat. Auch in einigen weiteren europäischen Ländern erreichten sie die Top 20. Noch erfolgreicher waren Jigsaw in Asien, Ozeanien und auch den USA, wo sie Spitzenplatzierungen erreichten. Dort waren in der Folge auch das zugehörige Album, das ebenfalls Sky High heißt, und einige weitere Songs erfolgreich.
Ende der 1970er ließ der Erfolg wieder nach und in den frühen 1980ern löste sich die Band nach und nach auf. Scott und Dyer versuchten sich 1983 mit der Band Casablanca beim Eurovision Song Contest, wurden im heimischen Vorentscheid aber nur Vierte. Zwei Jahre später versuchte es Dyer als Solosänger erneut mit der gemeinsamen Komposition Energy, scheiterte aber erneut als Vierter. Bis in die 1990er arbeiteten sie zusammen als Autoren unter anderem für Nicki French und Boyzone. Scott arbeitete auch lange mit Ian Levine zusammen, bevor er 2009 starb. Barrie Bernard blieb ebenfalls im Musikgeschäft als DJ, während sich Campbell ins bürgerliche Leben zurückzog und Friseur wurde.
Der Song Sky High wurde 1995 vom Sänger Newton noch einmal zu einem kleineren Hit in England. Im Song New York City von ATC dient das Intro aus dem Lied als Sample. Des Weiteren war der Anfang des Songs vom 1. Oktober 1985 bis zum 22. Mai 2016 die Titelmelodie des Schleswig-Holstein Magazins, der TV-Regionalnachrichten des NDR-Fernsehens für Schleswig-Holstein.

## Mitglieder
Die Band bestand in ihrer erfolgreichsten Zeit aus vier Mitgliedern:
- Des Dyer (* 22. März 1948 in Rugby) – Gesang, Schlagzeug
- Clive Scott (* 24. Februar 1945 in Rugby; † 10. Mai 2009) – Keyboards, Gesang
- Tony Campbell (* 24. Juni 1944 in Rugby) – Gitarre
- Barrie Bernard (* 27. November 1944 in Coventry) – Bass

## Diskografie

### Alben
- Leatherslade Farm (1970)
- Broken Hearted (1972)
- Aurora Borealis (1973)
- I've Seen the Film, I've Read the Book (1974)
- Sky High (1975)
- Journey Into Space (1976)
- Jigsaw (1977)
- Home Before Midnight (1980)

### Singles
- Mister Job (1968)
- Sky High (1975)
- Love Fire (1976)
- Brand New Love Affair (1976)
- If I Have to Go Away (1977)
- Only When I'm Lonely (1977)